# Матьков Ігор Валерійович
І́гор Вале́рійович Матьков (нар. 14 жовтня 1985, Козелець — 8 січня 2020, Тегеран) — український льотчик, старший бортпровідник рейсу PS752 Boeing 737. Герой України.

## Біографія
Народився 14 жовтня 1985 року в Козельці. У 2002 році закінчив Козелецьку ЗОШ І—ІІІ  ст. № 3.
Закінчив відділення східних мов Київського національного лінгвістичного університету.
12 років (за іншими даними 10) працював у компанії «Міжнародні авіалінії України»: спочатку стюардом, потім старшим бортпровідником.
Загинув 8 січня 2020 року внаслідок збиття літака Boeing 737 рейсу PS752 авіакомпанії «МАУ» ракетами Протиповітряної оборони Ірану. За словами офіційних представників Ірану, причиною трагедії став людський фактор. За словами родичів, Ігор Матьков мав у цей час обслуговувати літак, що летів у Барселону, однак борт змінили.
На момент авіакатастрофи вчився на 4-му курсі Кропивницького льотного училища та мав ліцензії на керування одно- та двомоторними суднами. Мав понад 300 годин льоту.

## Нагороди
- Звання Герой України з удостоєнням ордена «Золота Зірка» (29 грудня 2020, посмертно) — за героїзм і самовіддані дії, виявлені під час виконання службового обов'язку[5]

## Сім'я
Мав цивільну дружину. Також відомо, що в нього є сестра, яка проживає в США.